# Pseudagrion hamulus
Pseudagrion hamulus là một loài chuồn chuồn kim trong họ Coenagrionidae.
Loài này được xếp vào sách Đỏ của IUCN năm 2008.
Pseudagrion hamulus được miêu tả khoa học năm 1951 bởi Schmidt.